# Jeanerette
Jeanerette is een plaats (city) in de Amerikaanse staat Louisiana, en valt bestuurlijk gezien onder Iberia Parish.

## Demografie
Bij de volkstelling in 2000 werd het aantal inwoners vastgesteld op 5997.
In 2006 is het aantal inwoners door het United States Census Bureau geschat op 6036, een stijging van 39 (0,7%).

## Geografie
Volgens het United States Census Bureau beslaat de plaats een oppervlakte van
5,7 km², geheel bestaande uit land. Jeanerette ligt op ongeveer 5 m boven zeeniveau.

## Plaatsen in de nabije omgeving
De onderstaande figuur toont nabijgelegen plaatsen in een straal van 20 km rond Jeanerette.